# Рожок (Неклиновский район)
Рожо́к — хутор в Неклиновском районе Ростовской области.
Входит в состав Натальевского сельского поселения.

## Население
| 2010 |
| ---- |
| 703  |

## История
В 1980-х годах рассматривался вопрос о создании этнографического музея хутора Рожок. Научная документация и проект были подготовлены Лидией Афанасьевной Цымбал.

## Улицы
| - ул. П. Е. Приходько, - ул. Приморская, - ул. Ростовская, - ул. Северная, - ул. Украинская, - ул. Центральная, - ул. Южная, | - пер. Западный, - пер. Мирный, - пер. Молодёжный, - пер. Октябрьский, - пер. Флотский, - пер. Школьный. |

## Археология
На северном побережье Таганрогского залива на многослойной стоянке Рожок I (микулинское межледниковье) в IV (мустьерском) слое был найден коренной зуб палеоантропа, в морфологии которого, наряду с архаичными особенностями, выделены и сапиентные.

## Топографические карты
- Лист карты L-37-29 Новоазовск. Масштаб: 1 : 100 000. Состояние местности на 1989 год. Издание 1993 г.